# Стадсгольмен
Стадсгольмен (швед. Stadsholmen) — історична назва острова у центрі Стокгольма, Швеція. Стадсгольмен сполучений з материком кількома мостами. Разом з невеликими островами Ріддаргольмен і Гельгеандсгольмен утворює Гамла-стан, старе місто Стокгольма. Назва Гамла-стан також може стосуватися самого острова, оскільки назва Стадсгольмен рідко використовується в щоденній мові.
На острові розташовані Стокгольмський палац, офіційна резиденція та головний королівський палац шведського монарха. Тут розташовані офіси короля, інших членів шведської королівської родини та офіси королівського суду Швеції.
Стадсгольмен сполучений з материком кількома мостами:
- Стрембрун[en] і Вазабрун до Норрмальма
- Норрбрю[en] і Сталлбрун[en] до Гельгеандсгольмена
- Слюссен, Седра-Ярнвегсбрун[sv] і Сентральбрун до Седермальма
- Ріддаргольмсбрун[en] — Ріддаргольмен
- Норра-Ярнвегсбрун[sv] — Тегельбакен[en]

## Галерея

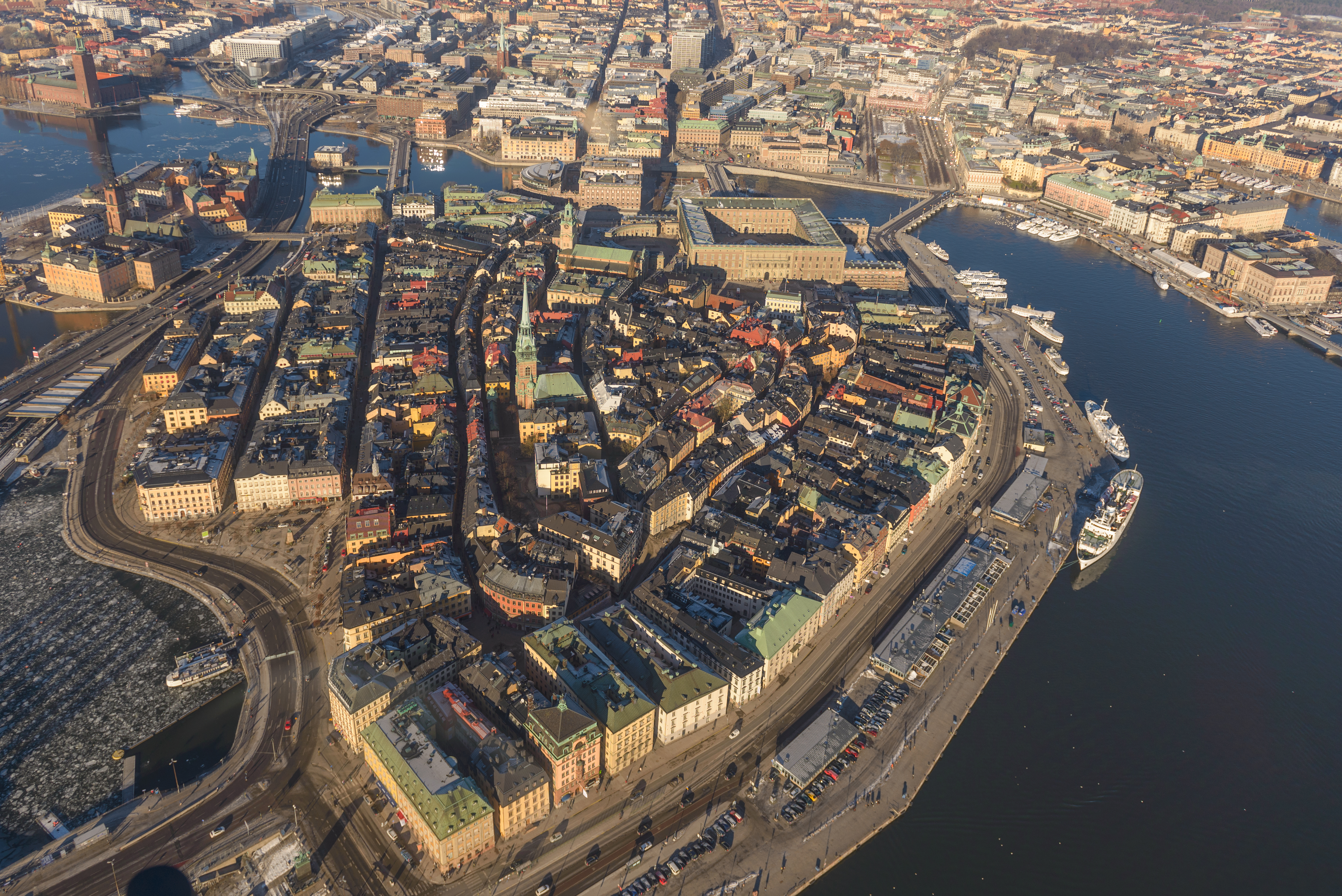
Стадсгольмен з повітря, 2013
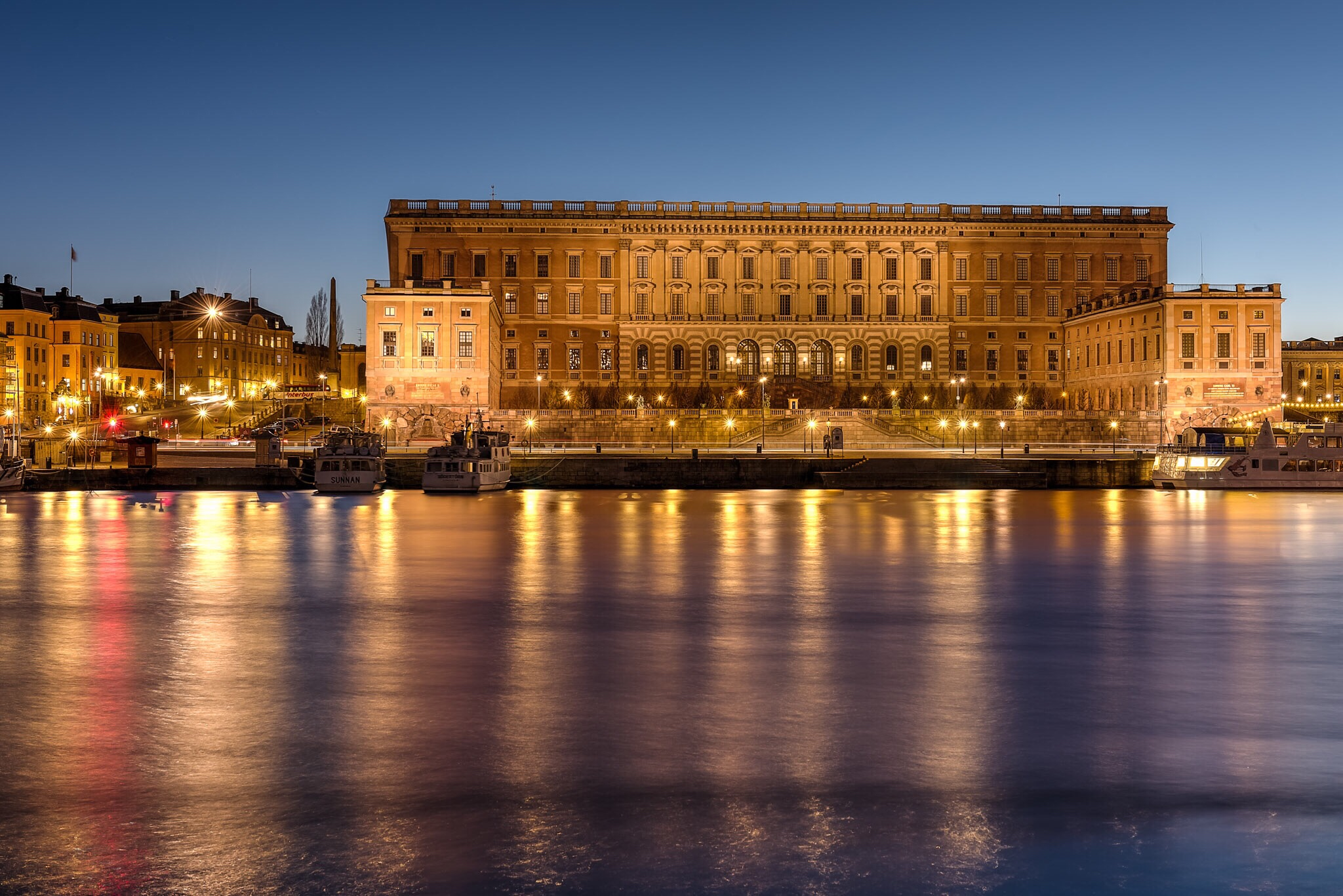
Королівський палац